# Nacht zonder einde
Nacht zonder einde is een thriller van de Schotse schrijver Alistair MacLean. Het boek verscheen in het Engels in 1959 en werd in 1960 uitgebracht in een Nederlandse vertaling.
Het boek werd geprezen om zijn levendige beschrijving van het ijzige en onleefbare poollandschap; bijvoorbeeld in een positieve recensie in de Times Literary Supplement.
De eerste Nederlandse uitgave verscheen zomer 1960, Elsevier bracht het uit voor 8,90 gulden. Vanaf 21 november 1966 tot en met 28 februari 1967 verscheen het in feuilletonvorm in de edities van Nieuwsblad van het Noorden. In 1972 kreeg het haar achtste druk bij Elsevier.

## Inhoud
Een vliegtuig van luchtvaartmaatschappij BOAC moet een noodlanding maken en stort neer op de ijskap van Groenland, ver buiten zijn normale route. Drie wetenschappelijke onderzoekers van het International Geophysical Year-project, dat niet ver van de plek van de ramp een post heeft, redden de overlevenden (zes mannen en vier vrouwen) en nemen ze mee naar het meteorologische weerstation. Bijna alle bemanningsleden en één passagier zijn omgekomen. Het blijkt dat de piloot vóór de noodlanding in zijn rug is geschoten, waardoor de onderzoekers beseffen dat er een moordenaar onder de groep is en de ramp geen toeval is. Alle passagiers waren tijdens de ramp buiten bewustzijn, mogelijk verdoofd, waardoor niemand weet wat er precies gebeurd is. Het radiotoestel van de post, hun enige manier om contact te maken met de buitenwereld, wordt vervolgens schijnbaar toevallig vernield.

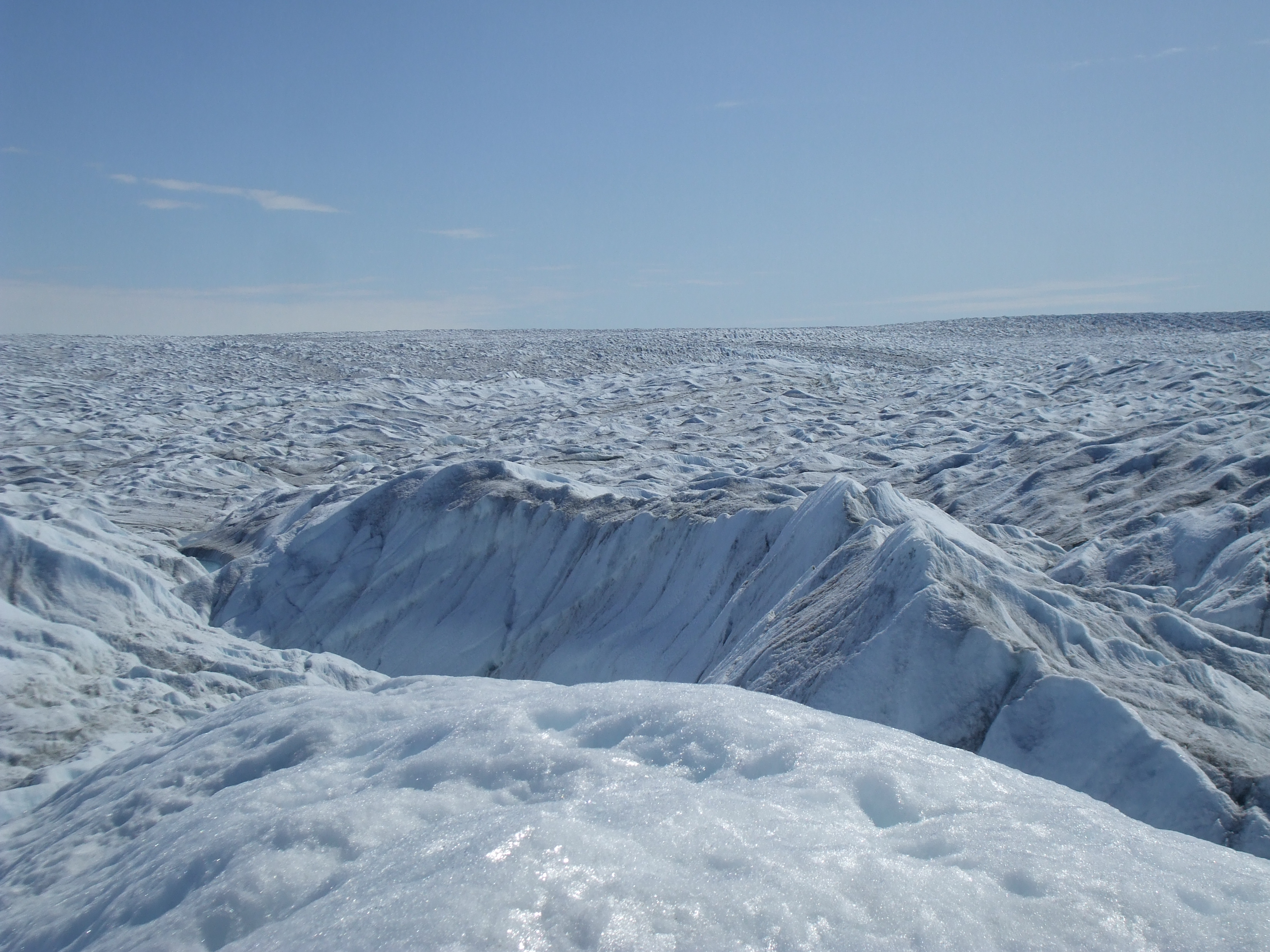
IJsvlakte op Groenland.

Omdat er niet genoeg eten is voor iedereen en er geen hoop is op een reddingsactie, besluit de leider van het wetenschappelijke onderzoeksteam, Mason, dat ze een tocht gaan ondernemen met een tractor door de ijzige vrieskou (tot -40 graden) naar het dichtstbijzijnde bewoonde gebied, ongeveer 300 kilometer verderop. Ondertussen blijkt dat de piloot, die in een coma lag, door iemand verstikt is. Ook wordt er een aanslag gepleegd op Mason, waardoor hij verdwaalt in de poolnacht. De verdenking valt op de stewardess, maar al snel blijkt dat zij het niet geweest kan zijn. Mason beveelt Jos om achter te blijven en de radio te repareren, om contact op te kunnen nemen met de onderzoekers die op expeditie zijn. De dode passagier blijkt een militaire koerier te zijn; kort daarna gaat het vliegtuig in vlammen op.
Mason en een andere wetenschapper, Jackstraw, vertrekken met de groep (een bonte mengeling aan figuren, waaronder een senator, een actrice, een priester en een bokser). Ze kunnen met een korteafstandsradio in contact blijven met de post. Ondertussen keert de expeditie terug naar de post en meldt aan Mason dat er een grote militaire operatie bezig is om het vliegtuigwrak te vinden en dat het een zeer belangrijke lading had. De overheid weigert daar verder iets bekend over te maken, maar heeft geprobeerd met het weerstation in contact te komen en heeft de leider van de expeditie, Hillcrest, gevraagd om de zaak te onderzoeken.

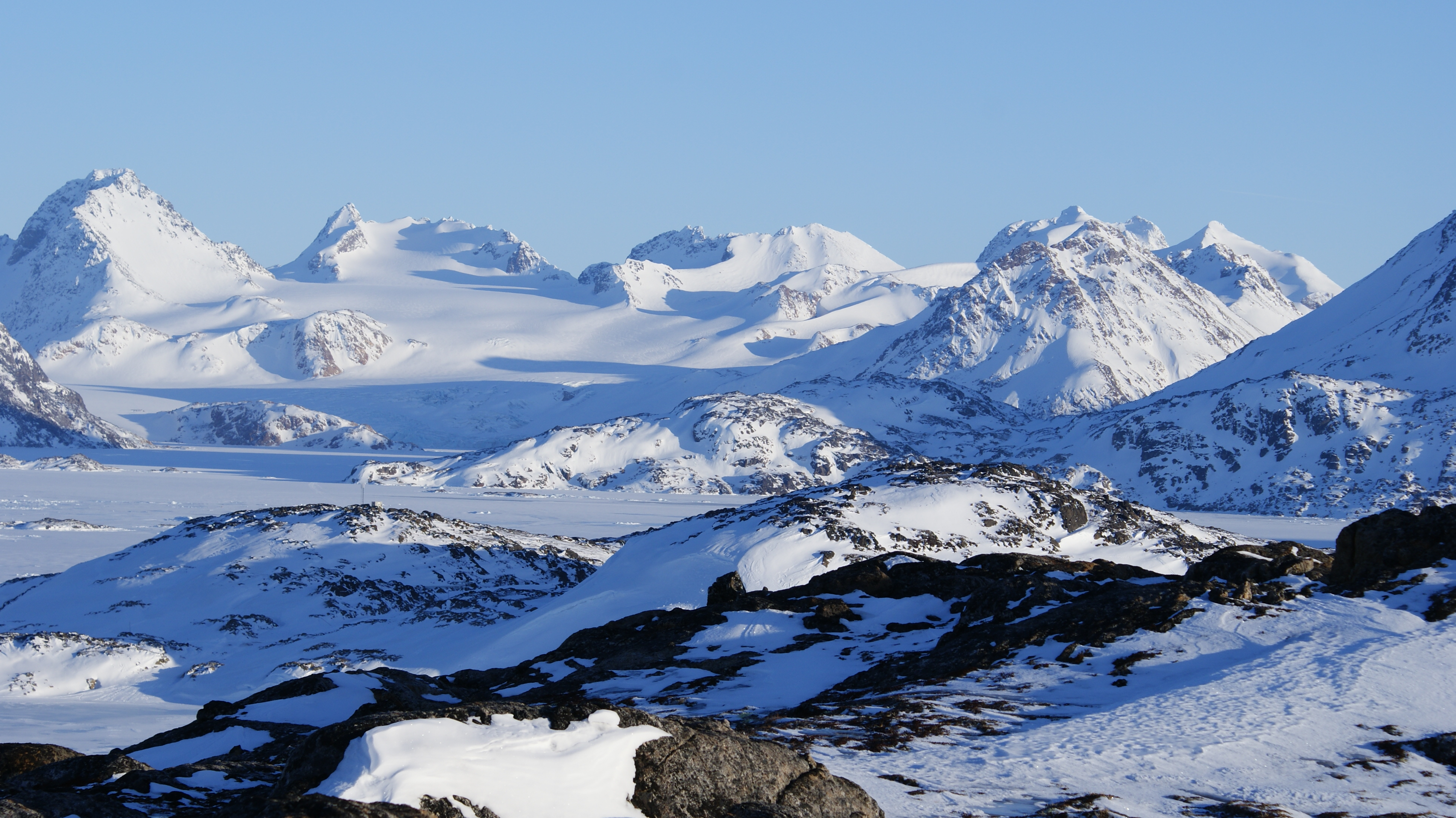
Gletsjer in Groenland.

Mason besluit de tocht voort te zetten, omdat hij bang is dat terugkeer naar de post de moordenaar of moordenaars tot actie aan zal zetten. Hij deelt zijn nieuwe kennis enkel met Jackstraw. Hillcrest gaat met een tweede tractor de groep achterna, maar komt er snel achter dat er is geknoeid met de petroleum. Er is suiker aan toegevoegd, dat is gesmolten en nu aan motoronderdelen vastplakt, waardoor de tractor vastloopt. Een van de passagiers, een chemicus, lost dit probleem op, door voor te stellen om water door de petroleum te mengen en vervolgens de bovenste laag eraf te halen. Ondertussen meldt de overheid aan Hillcrest dat de militaire koerier een strikt geheim raketgeleidesysteem vervoerde, dat eruitziet als een bandrecorder. Mason herinnert zich dat een van de passagiers een bandrecorder van de rampplek heeft meegenomen. Dit is voor de twee moordenaars aanleiding om tot actie over te gaan, en ze nemen de leiding over de groep.
Omdat het niet haalbaar is om de hele groep om te brengen, nemen de criminelen de overlevenden eerst met zich mee, maar laten ze later iedereen achter, vastgebonden aan de tractor (een van de passagiers wordt hierbij vermoord). Alleen de stewardess (op wie Mason verliefd is geworden) en de vader van een bokser nemen ze met zich mee.
Zogauw ze zich hebben losgemaakt, zwoegt de groep, ijskoud en hongerig, verder door de poolstorm, met een aantal sledehonden. Niet lang daarna vinden ze een achtergelaten slee met radiosondes, die ze gebruiken om Hillcrest naar ze toe te leiden. Ze gaan verder met zijn tractor.
Uiteindelijk halen ze de moordenaars in. De ene wordt gedood door de bokser, de andere valt in een diepe spleet in het ijs, die langzaam naar elkaar toe beweegt en ze laten hem achter om een langzame en gruwelijke dood te sterven. Het raketmechanisme wordt gered en de groep overlevenden wordt opgehaald door de marine.